# Austrolimnophila (Austrolimnophila) lobophora
Austrolimnophila (Austrolimnophila) lobophora is een tweevleugelige uit de familie steltmuggen (Limoniidae). De soort komt voor in het Afrotropisch gebied.